# 맹화유궤

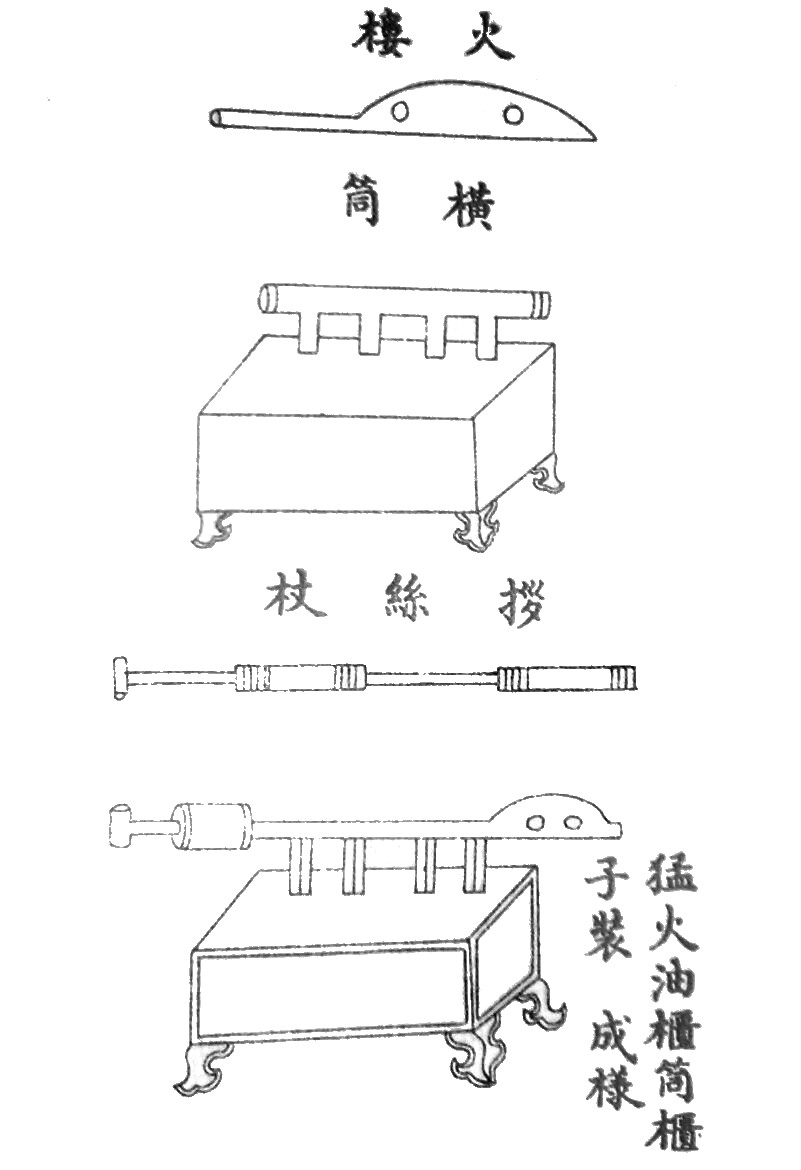
기원후 1044년 무경총요에 실린 맹화유궤

맹화유궤(猛火油櫃)는 중세 중국의 소이무기이다. "맹화유"란 석유를 말하는 것이고 "궤"란 궤짝을 의미한다.
1세기에 반고가 전한서에서 오늘날의 섬서성 지역에서 가연성 액체가 발견되었다고 쓴 것이 석유에 대한 중국 최초의 기록이다. 이후 400년 뒤 범엽이 후한서에서 연수현(延壽縣) 남쪽의 산지에서 먹을 수 없는 액체가 샘솟는데 현지인들이 이를 석칠(石漆)이라고 부른다고 기록했는데 이 역시 석유에 관한 기록인 것으로 보인다.
"석유(石油)"라는 표현이 처음으로 명확하게 등장하는 것은 북송 때인 10세기 사람 리방이 쓴 태평광기(977년)이며, 이후 11세기 사람 심괄이 쓴 몽계필담에도 동일한 단어가 나온다. 불이 붙으면 물 속에서도 계속 타는 석유의 성질은 고대로부터 군사적 가치가 다분하였다. 578년 돌궐이 감숙성 주천시를 공격했을 때 석유로 돌궐의 공성병기를 불태워 성을 방어했다.
중국에서 소이무기가 가장 널리 사용된 것은 오대십국시대 및 그 이후 황조인 송나라, 요나라, 금나라, 원나라 때였다. 이 중국 황조들은 베트남의 소왕국들로부터 석유를 조공받았다.
그전까지 소이는 거점 방어 용도로 주로 사용되었지만, 맹화유궤는 끊임없이 불이 나오는 일종의 화염방사기로 서양의 그리스의 불과 그 양태가 매우 흡사하다. 다만 중국의 맹화유궤는 흑색화약을 최초 점화 용도로 사용했다는 차이점이 있다.
그러나 사정거리가 짧은 화염방사기의 본질적 한계가 극복되지 못하였고, 명나라 이후로는 화약을 이용한 총포류가 널리 사용됨에 따라 맹화유궤를 비롯한 소이무기는 거의 언급되는 일이 없어졌다.